# قطعنامه ۲۷۳ شورای امنیت
قطعنامه ۲۷۳ شورای امنیت سازمان ملل متحد که در تاریخ ۰۹ دسامبر ۱۹۶۹ تصویب شد، سندی بین‌المللی دربارهٔ شکایات سنگال است. این قطعنامه طی نشست ۱٬۵۲۰ام
با ۱۳ موافق،۰ مخالف و۲ ممتنع تصویب شد.